# سپید چون شیر، سرخ چون خون
سپید چون شیر، سرخ چون خون (ایتالیایی: Bianca come il latte, rossa come il sangue) فیلمی ایتالیایی به کارگردانی جاکومو کامپیوتی است که در سال ۲۰۱۳ منتشر شد.

## بازیگران
- فیلیپو شیکیتانو
- آئورورا روفینو
- لوکا آرجنترو
- گایا ویس